# STAN

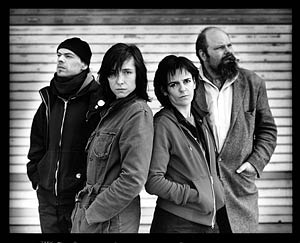
Tg STAN (van links naar rechts): Frank Vercruyssen, Sara De Roo, Jolente De Keersmaeker, Damiaan De Schrijver

Toneelspelersgezelschap STAN (Tg STAN), een acroniem voor Stop Thinking About Names, is een Belgisch toneelgezelschap opgericht door een acteurskwartet dat in 1989 samen afstudeerde aan het Antwerps Conservatorium.
Jolente De Keersmaeker, Damiaan De Schrijver, Waas Gramser en Frank Vercruyssen wilden niet integreren in bestaande gezelschappen, waar ze slechts fijngeschaafde esthetiek, wereldvreemde vormexperimenten of (al te) dwingend regisseurstheater meenden te ontwaren. Zij wilden het zwaartepunt leggen bij zichzelf, de acteurs, bij eigen kunnen en eigen (getoond) falen, bij het opblazen van de illusie en het naakt en desnoods onderling tegensprekelijk spelen van een tekst, bij het zeer persoonlijke en rigoureuze engagement in het personage en wat het te vertellen heeft. Na enkele producties verliet Waas Gramser (nu actief bij Comp.Marius) de groep en kwam Sara De Roo er bij. Thomas Walgrave vervoegde hen als vaste scenograaf.
In 2018 verliet Sara De Roo Tg STAN na meer dan 25 jaar om zich verder toe te leggen op de artistieke coördinatie van de opleiding drama/acteren aan het Koninklijk Conservatorium Antwerpen. 

## Ondogmatische aanpak

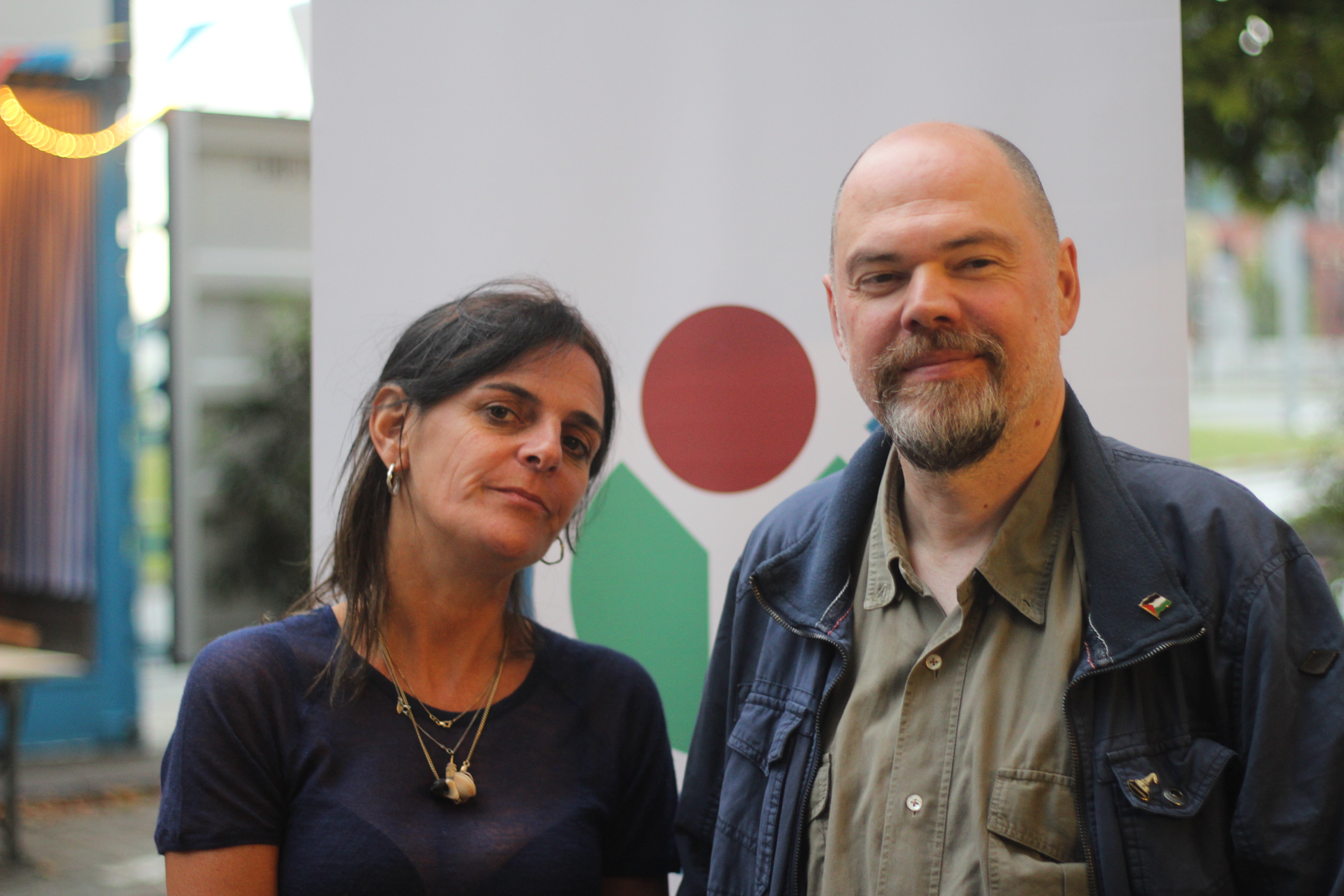
Jolente De Keersmaeker en Frank Vercruyssen van Tg STAN op Het Theaterfestival 2017 in het Kaaitheater.

Het ondogmatische zit al verscholen in de roepnaam S(top) T(hinking) A(bout) N(ames) maar ook in het hybride – zij het steevast sterk maatschappijkritische – repertoire, waarin Cocteau en Anouilh plaatsnemen naast Tsjechov, Bernhard naast Ibsen en komedies van Wilde of Shaw naast essays van Diderot. Maar verre van een elk-wat-wils-tendens, is dit een welbewuste en doelgerichte programmasamenstelling.
STAN stelt de acteur centraal. Ondanks het werken zonder regisseur en de weigering tot harmoniëren, tot het stemmen der violen – of misschien dankzij deze eigengereidheid – zijn de beste STAN-voorstellingen van een sterke eenheid waar het spelplezier vanaf spat en dragen ze – zonder moralisme – een krachtig maatschappelijk, zeg maar politiek statement uit.
Om de groep dynamisch te houden, maakt elk van de vier spelers regelmatig voorstelling met individuen of gezelschappen buiten STAN. Zo wordt er dikwijls samengewerkt met Dito'Dito (nu deel van de KVS), Maatschappij Discordia (NL), Dood Paard (NL), Compagnie De Koe en Rosas.

## Repertoire
Hun werkwijze zet hen er ook toe aan om de meest uiteenlopende publieken, al dan niet in anderstalige versies, in kennis te stellen van hun werk. Zo ontstond ook een nieuw klankbord voor de groep: door te spelen in een andere taal krijgt het woord een andere betekenis.
Sommige voorstellingen worden bovendien in een andere taal en op een andere plek aangemaakt: Point Blank en Berenice werden gecreëerd in Lissabon (PT) en One 2 Life in Oakland, Californië (VS) – alle in het Engels. Met Les Antigones, gecreëerd in Toulouse (FR), ging STAN voor het eerst zo’n avontuur aan in het Frans. Daarna volgden L'avantage du doute en ANATHEMA in Théâtre de la Bastille in Parijs (FR).
STAN werd twaalf keer geselecteerd voor Het Theaterfestival. Ook wonnen ze in 1999 (My dinner with André) en 2003 (Vraagzucht) de Grote Theaterfestivalprijs. Sinds 2001 staat STAN bijna jaarlijks op de affiche van het Festival d'Automne in Parijs, in 2005 zelfs met vijf verschillende producties.